# Mimtee
M/Y Mimtee är en superyacht tillverkad av CRN Yacht i Italien. Hon levererades 2019 till sin ägare, Najib Mikati, libanesisk miljardär och Libanons premiärminister, till en kostnad på 100 miljoner amerikanska dollar. Superyachten designades exteriört av Paola Zuccon medan Laura Sessa Romboli designade interiören. Mimtee är 78,85–79,5 meter lång och har en kapacitet på tolv passagerare fördelat på 6–11 hytter. Den har en besättning på 24–39 besättningsmän.